# Cheracebus lucifer
Cheracebus lucifer é uma espécie de guigó, um Macaco do Novo Mundo da família Pitheciidae e subfamília Callicebinae. É encontrado no Brasil, Colômbia, Equador e Peru.